# Herman de Gaiffier d'Hestroy
Herman de Gaiffier d'Hestroy (n. 18 mai 1895, Namur, Valonia, Belgia – d. 20 octombrie 1960, Maillen⁠(d), Assesse, Valonia, Belgia) a fost un călăreț ce a reprezentat Belgia, medaliat olimpic. A participat la o ediție a Jocurilor Olimpice (1920) în care a câștigat o medalie de argint.

## Participări
Lista de mai jos prezintă principalele competiții la care a participat Herman de Gaiffier d'Hestroy de-a lungul carierei.
- Équitation aux Jeux olympiques d'été de 1920 – saut d’obstacles par équipe[*]